# Hvězdovka smrková
Hvězdovka smrková (Geastrum quadrifidum) je saprofytická houba z čeledi hvězdovkovitých. Vyskytuje se po celém světě, ve střední Evropě roste běžně v jehličnatých lesích s vápenitou půdou od července do října. Je nejedlá pro příliš tuhé plodnice.
Plodnice jsou v mládí kulovité o průměru 3–4 cm, bíle zbarvené. U dospělé houby vnější okrovka pukne a vytvoří čtyři až pět cípů, které se ohnou dolů a opřou o lesní hrabanku, čímž vytvoří klenbu, zvedající teřich spočívající na krátkém krčku do výšky. Kulička obsahující výtrusný prach má zrnitý povrch, nahoře je zašpičatělý peristom ohraničený výrazným terčíkem. Výtrusy měří okolo šesti mikrometrů. Dospělá houba bývá šedohnědě zbarvená.
Sporným poddruhem je hvězdovka smrková písková (Geastrum quadrifidum var. sabulosum), která je o něco menší a vyskytuje se na písčitých půdách.